# Verigasti krešič
Verigasti krešič (znanstveno ime Carabus catenulatus) je endemična vrsta krešičev, ki je razširjena le v Evropi.
Doslej so vrsto opazili le v Bosni in Hercegovini, celinski Italiji, Sloveniji in Švici.
Odrasli verigasti krešiči dosežejo dolžino okoli 30 mm. Na videz je podoben vijoličnemu krešiču. Običajno so ti hrošči črnomodre barve, najdejo pa se tudi primerki, ki so zelenih, vijoličnih, rdečkastih ali zlatih odtenkov. V Sloveniji so pogosti na travnikih in poljih, kjer jih je največ med majem in junijem.